# استوهیدروکسامیک اسید
استوهیدروکسامیک اسید (انگلیسی: Acetohydroxamic acid) که با نام‌های «Lithostat» و «AHA» هم شناخته می‌شود، دارویی است که بازدارندهٔ پُرقدرت آنزیم اوره‌آز باکتری‌ها و گیاهان محسوب می‌شود و برای درمان عفونت‌های دستگاه ادراری به‌کار می‌رود. این مولکول شبیه به اوره است اما توسط آنزیم اوره‌آز هیدرولیز و تجزیه نمی‌شود.
سازمان غذا و دارو آمریکا این دارو را به‌عنوان یک داروهای کم‌کاربرد جهت درمان سنگ‌های اِسترووایت کلیوی مورد پذیرش قرار داد.
این دارو قابلیت ثبت اختراع ندارد چرا که یک مادهٔ استاندارد شیمیایی محسوب می‌شود.